# 1987 (Album)
1987 ist das siebte Studioalbum der britischen Hardrock-Band Whitesnake. In den USA und Kanada wurde es als Whitesnake veröffentlicht, während die japanische Version den Titel Serpens Albus trug. Das Album erschien im April 1987 und markierte den Durchbruch der Band auf dem amerikanischen Markt.

## Geschichte
Da auf der Tour zum Album Slide It In (1984) immer mehr Differenzen zwischen David Coverdale und Cozy Powell zutage getreten waren, verließ Powell die Band nach dem letzten Konzert der Tour auf dem Rock in Rio-Festival in Brasilien. Coverdale hatte ohnehin schon mit dem Gedanken gespielt, die Band aufzulösen, doch seine Plattenfirma überredete ihn dazu, wenigstens mit dem Gitarristen John Sykes weiterzuarbeiten.
Im Frühjahr 1985 reisten beide nach Rayol-Canadel-sur-Mer in Südfrankreich, um Material für ein neues Album zu schreiben. Als Resultat kamen zwei Lieder heraus: Still of the Night und Is This Love. Später gingen Coverdale und Sykes mit dem Bassisten Neil Murray nach Los Angeles, um einen geeigneten Schlagzeuger zu suchen; die Wahl fiel schließlich auf Aynsley Dunbar. Ein Toningenieur fand sich in Bob Rock, einem Freund Coverdales.
Unglücklicherweise erkrankte Coverdale an einer Sinusitis und musste ein sechsmonatiges Rehabilitationsprogramm absolvieren, so dass die Arbeiten am Album weitgehend zum Erliegen kamen. Sykes schlug deshalb vor, einen Ersatz für Coverdale zu suchen, doch dies ließ der Sänger nicht zu, und es kam stattdessen zur Trennung von dem Gitarristen. Nachdem Coverdale sich schließlich erholt hatte, konnte er sich den Gesangsparts des Albums widmen. Als Keyboarder engagierte man Don Airey und Bill Cuomo, und die Gitarrenarbeit bei der neu eingespielten Version von Here I Go Again übernahm der Niederländer Adrian Vandenberg.
Im November 1986 war das Album endlich fertig. Es erschien im April des Folgejahres unter drei verschiedenen Titeln mit jeweils eigener Liedfolge: als 1987 in Europa (EMI), als Whitesnake in Nordamerika (Geffen/Warner) und als Serpens Albus in Japan (CBS/Sony). Nicht zuletzt aufgrund der Neuaufnahme von Here I Go Again und der Ballade Is This Love entwickelte sich das Album zu einem großen kommerziellen Erfolg und wurde allein in den USA acht Mal mit Platin ausgezeichnet. 1989 erschien eine Lizenzpressung in der DDR (Amiga), die im Titel wie in der Liedfolge der US-Pressung entspricht, obwohl die Lizenzierung durch die EMI in Köln erfolgte.

## Titelliste
1. Still of the Night – 6:38
2. Bad Boys – 4:09
3. Give Me All Your Love – 3:30
4. Looking for Love – 6:33 (nur Europa)
5. Crying in the Rain – 5:37
6. Is This Love – 4:43
7. Straight for the Heart – 3:40
8. Don’t Turn Away – 5:11
9. Children of the Night – 4:24
10. Here I Go Again – 4:33
11. You’re Gonna Break My Heart Again – 4:11 (nur Europa)

## Besetzung
Musiker
- Gesang: David Coverdale
- Hintergrundgesang: John Sykes
- Keyboards: Don Airey, Bill Cuomo
- Gitarre: Adrian Vandenberg, Dann Huff, John Sykes, Vivian Campbell
- Bass: Neil Murray
- Schlagzeug: Aynsley Dunbar, Denny Carmassi

Produktion
- Produzenten: Mike “Clay” Stone, Keith Olsen
- Toningenieur: Bob Rock
- Abmischung: Keith Olsen
- Mastering: Greg Fulginiti (Studio: Artisan Sound Recorders)
- Artists and Repertoire: Keith Olsen
- Artists and Repertoire: Hugh Syme

## Kommerzieller Erfolg

### Chartplatzierungen
Album
| ChartsChartplatzierungen       | Höchstplatzierung | Wochen |
| ------------------------------ | ----------------- | ------ |
| Deutschland (GfK)              | 13 (49 Wo.)       | 49     |
| Österreich (Ö3)                | 25 (6 Wo.)        | 6      |
| Schweiz (IFPI)                 | 10 (10 Wo.)       | 10     |
| Vereinigte Staaten (Billboard) | 2 (76 Wo.)        | 76     |
| Vereinigtes Königreich (OCC)   | 8 (58 Wo.)        | 58     |

| ChartsJahrescharts (1987) | Platzierung |
| ------------------------- | ----------- |
| Deutschland (GfK)         | 34          |

Singles

| Jahr | Titel                  | Höchstplatzierung, Gesamtwochen, AuszeichnungChartplatzierungen (Jahr, Titel, , Platzierungen, Wochen, Auszeichnungen, Anmerkungen) | Höchstplatzierung, Gesamtwochen, AuszeichnungChartplatzierungen (Jahr, Titel, , Platzierungen, Wochen, Auszeichnungen, Anmerkungen) | Höchstplatzierung, Gesamtwochen, AuszeichnungChartplatzierungen (Jahr, Titel, , Platzierungen, Wochen, Auszeichnungen, Anmerkungen) | Anmerkungen                       |
| Jahr | Titel                  | DE | UK | US | Anmerkungen                       |
| ---- | ---------------------- | --- | --- | --- | --------------------------------- |
| 1987 | Still of the Night     | — | UK16 (8 Wo.)UK | US79 (7 Wo.)US | Erstveröffentlichung: März 1987   |
| 1987 | Is This Love           | — | UK9 Silber · (15 Wo.)UK | US2 (19 Wo.)US | Erstveröffentlichung: Mai 1987    |
| 1987 | Here I Go Again (1987) | DE29 (12 Wo.)DE | UK9 (11 Wo.)UK | US1 (28 Wo.)US | Erstveröffentlichung: Juni 1987   |
| 1988 | Give Me All Your Love  | — | UK18 (6 Wo.)UK | US48 (11 Wo.)US | Erstveröffentlichung: Januar 1988 |

### Auszeichnungen für Musikverkäufe
| Land/Region                  | Auszeichnungen für Musikverkäufe (Land/Region, Auszeichnung, Verkäufe) | Verkäufe  |
| ---------------------------- | ---------------------------------------------------------------------- | --------- |
| Deutschland (BVMI)           | Gold                                                                   | 250.000   |
| Kanada (MC)                  | 5× Platin                                                              | 500.000   |
| Neuseeland (RMNZ)            | 2× Platin                                                              | 40.000    |
| Schweden (IFPI)              | Gold                                                                   | 50.000    |
| Schweiz (IFPI)               | Gold                                                                   | 25.000    |
| Vereinigte Staaten (RIAA)    | 8× Platin                                                              | 8.000.000 |
| Vereinigtes Königreich (BPI) | Platin                                                                 | 600.000   |
| Insgesamt                    | 3× Gold · 16× Platin ·                                                 | 9.465.000 |